# Syzygium argyropedicum
Syzygium argyropedicum är en myrtenväxtart som beskrevs av Bernard Patrick Matthew Hyland. Syzygium argyropedicum ingår i släktet Syzygium och familjen myrtenväxter. Inga underarter finns listade i Catalogue of Life.